# Presidentvalet i USA 1876
Presidentvalet i USA 1876 var det tjugotredje presidentvalet i landet. Valet anses vara ett av de mest omtvistade i amerikansk historia på grund av det jämna valresultatet där Rutherford B. Hayes från Republikanska partiet vann med en enda elektorsröst över Demokratiska partiets kandidat Samuel J. Tilden.

## Bakgrund
Efter amerikanska inbördeskrigets slut år 1865 kontrollerades de besegrade sydstaterna av USA:s armé och fråntogs rätten att fullt ut delta i det federala styret av USA. Sydstaterna, vars röstberättigade invånare före kriget i stort stödde Demokratiska partiet, kunde på grund av militärens omfattande närvaro och införandet av rösträtt till befriade slavar få republikanska delstatsregeringar. Allt eftersom återuppbyggnaden av södern fortskred återgavs de ockuperade delstaterna vissa rättigheter att delta i federala val.
Den konservativa vita befolkningen i södra USA föraktade republikanerna, liksom det faktum att federala soldater var utstationerade för att skydda afroamerikaner som ville utnyttja sin rösträtt. Genom hot och våld hade milisgrupper som White League och Red Shirts redan åren före valet satt skräck i de som öppet sympatiserade med republikanerna i södern, och fått många svarta att avstå från att gå till valurnorna.

## Valresultat
Överhuvudtaget var presidentvalet på grund av misstänkta oegentligheter tumultartat. Valkampanjen hade präglats av våldsdåd och rivaliserande ämbetsmän på delstatsnivå godkände i ett par delstater helt inkompatibla valresultat. Samuel Tilden vann knappt 250 000 röster mer än Rutherford B. Hayes. Valdeltagandet låg på 81,8 procent och är rekord för ett amerikanskt presidentval. Men när folkets röster väl hade räknats var det fortfarande oklart vem som skulle vinna en majoritet av valmännens, elektorskollegiets, röster. Detta då valresultatet i termer av elektorsröster inte självklart skulle spegla väljarna utan bli mycket jämnare, samtidigt som giltigheten hos vissa delstaters elektorsröster alltså ifrågasattes.
Delstaterna Louisiana, South Carolina och Florida befann sig vid tiden för valet fortfarande under federal militär kontroll men hade trots det återgivits rösträtt i elektorskollegiet. Enligt demokraterna missbrukades arméns närvaro för att frambringa en majoritet av elektorsrösterna för republikanerna; det hade räckt att Tilden vann i endera av de berörda delstaterna för att vinna presidentposten.

## Följder av valet
Oklarheterna kring utfallet i de tre sydstaterna kom att lamslå USA i fyra månader. Meningsskiljaktigheterna rörde bland annat de svartas rösträtt där de svarta överväldigande stödde Hayes och republikanerna. Anklagelser om valfusk förekom flitigt från bägge sidor, men inga rättsliga processer drevs. Den uppkomna situationen skulle så småningom lösas av ett särskilt kongressutskott, där man röstade efter partilinjerna. Hayes linje vann med åtta röster mot sju och därefter kunde elektorförsamlingen den 2 mars 1877 välja Hayes med 185 röster mot 184, med stora garantier för södern, mest väsentligt slutet på ockupationen och därmed rekonstruktionstiden. Två dagar senare kunde Hayes tillträda som USA:s president. Tilden beslöt sig för att acceptera nederlaget då han ansåg att det låg i statens intresse. Presidentvalet 1876 blev därmed den andra gången i USA:s politiska historia där segraren fick färre röster än sin motkandidat. Det tidigare tillfället var 1824 års presidentval men sedan 1876 har det inträffat ytterligare tre gånger: 1888, 2000 och 2016.